# Ясная Поляна
Я́сная Поля́на — музей-усадьба в Щёкинском районе Тульской области (в 14 км к юго-западу от Тулы). Как частное имение основано в XVII веке и принадлежало сначала роду Карцевых, затем роду Волконских и Толстых. В ней 28 августа (9 сентября) 1828 года родился Лев Николаевич Толстой, здесь он жил, творил (в Ясной Поляне были написаны «Война и мир», «Анна Каренина» и др.), здесь же находится его могила. Главную роль в создании облика усадьбы сыграл дед писателя Николай Волконский.
В 1921 году постановлением ВЦИК усадьбе вместе с окружающими её лесами, полями, садами и другими мемориальными объектами был присвоен статус музея. В 1986 году музей-усадьба получил статус Государственного мемориального и природного заповедника, а с 1993 года — статус объекта культуры особо важного значения. Вся усадьба занимает площадь 400 га. Архитектурный ансамбль и ландшафт сохраняется уже более ста лет — по образцу 1910 года, последнего года жизни Толстого. Ясная Поляна — это крупный музейный комплекс, куда помимо самой усадьбы входит сеть филиалов в Туле, Крапивне, Щёкино, Николо-Вяземском, Покровском и Пирогово.
Музей-усадьба находится в ведении Министерства культуры Российской Федерации в соответствии с распоряжением Правительства Российской Федерации от 5 января 2005 года № 5-р. и официально именуется Государственный мемориальный и природный заповедник «Музей-усадьба Л. Н. Толстого „Ясная Поляна“».

## География
Усадьба расположена в живописной местности в центре Восточно-Европейской равнины, в приграничье зоны широколиственных лесов и лесостепи, в 15 км южнее Тулы, среди невысоких холмов, разделяемых долинами небольших рек, оврагов и балок, в окружении полей, лугов, деревень, массивов широколиственных лесов с преобладанием дуба, липы и берёзы. Данная местность находится в полосе тульских засек — системы древних лесных массивов, служивших препятствием и защитой от вражеских нашествий со стороны степей в XIV—XVI веках. Лесные массивы этой полосы оберегались от вырубок и распашки, и многие из них сохранились до настоящего времени, в частности — в границах усадьбы и её окрестностях. В Ясной Поляне наиболее полное представление о них даёт Чепыж — название густых зарослей молодого леса в Тульской и соседних губерниях. В 1870—1880-е годы Лев Толстой построил в глубине этого леса бревенчатую избушку, которая стояла на четырёх столбах. Летом он укрывался здесь, чтобы сосредоточиться и поработать или просто отдохнуть от домашней суеты. По краю Чепыжа проходит овраг Поддонный верх.

## История усадьбы
Первые упоминания о деревне Ясная Поляна встречаются в дозорной книге 1652 года — документе с описанием обследованной боярином засеки:

Стёжка проложена... против Степанова поместья Карцова деревни Ясной Поляны подле государевой заповеди и большой дороги, а косят ту поляну Степановы крестьяне Карцова... Да против Степановой деревни Карцова Ясной Поляны в государеву засеку стёжка десятины на две до Ясной Поляны, а та Ясная Поляна вытопчена лошадьми Степана Карцова, а та поляна назади за надлобами.
Как следует из дозора, первым владельцем Ясной Поляны был засечный воевода Григорий Иванович Карцев, упоминавшийся в боярской книге за 1628 год. Он имел 75 десятин земли, два крестьянских двора, два бобыльских и четыре людских. Жители деревни селились в юго-западной части современной усадьбы на месте Старого усадебного сада, у оврага, над прудом. В 1732 году в деревне насчитывалось 32 двора: 21 крестьянский, где проживало 67 человек, 10 бобыльских, в которых проживало 29 человек, и один людской в три человека). Крестьянами владели пять помещиков, которые были выходцами из разветвлённого рода Карцовых, которым Ясная Поляна принадлежала до 1760-х годов. Деревня не имела чёткой планировки, крестьянские и помещичьи усадьбы располагались хаотично. Помещичьи дома были с высокими крыльцами, на двух срубах. Крестьянские избы были крошечные, размером около шести аршин, с сенцами и клетью. Они рубились из сосны, ели или лиственницы, преимущественно были низкими, с 4-скатными крышами, не имели подклета.
В 1763 году князь Сергей Фёдорович Волконский, прадед Льва Толстого по материнской линии, приобрёл часть Ясной Поляны у калежского советника Сергея Васильевич Поздеева. После его смерти усадьбу унаследовал его сын, Николай Сергеевич Волконский, который купил у прежних владельцев, потомков Карцовых, разрозненные части Ясной Поляны и создал здесь крупное имение. При нём в усадьбе был построен большой барский дом с двумя флигелями, появились парки, сады, аллеи, пруды и оранжерея. Пока шло строительство, князь с дочерью жили в доме, который позднее получил название Дома Волконского — самом старом каменном здании на территории Ясной Поляны, построенным, вероятно, ещё до Николая Сергеевича. Напротив него была выстроена каменная конюшня. Ещё до Волконского в усадьбе был заложен парк «Клины», который примыкал к оранжерее, и стал излюбленным местом прогулок Николая Сергеевича, где он слушал музыку в исполнении небольшого крепостного оркестра. В 1821 году князь умер, успев возвести два флигеля и нижний этаж большого барского дома.

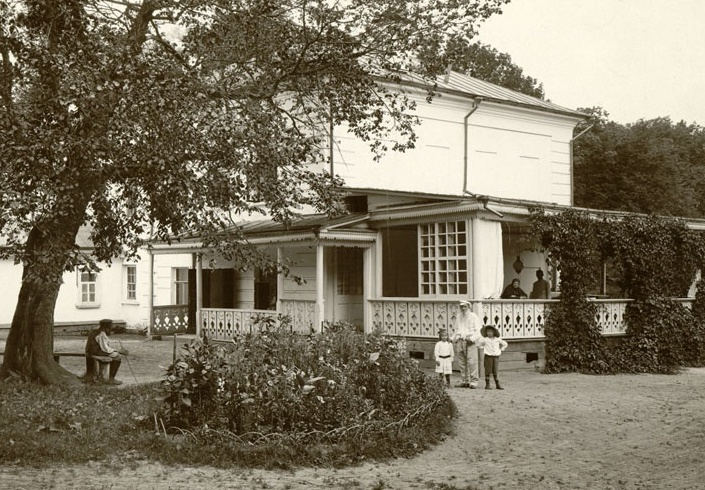
Лев Толстой с внуками Ваней и Таней около дома (1908)

Через год после смерти отца его единственная дочь, княжна Мария Николаевна, вышла замуж за графа Николая Ильича Толстого, и Ясная Поляна перешла как приданное к её мужу. После свадьбы пара осталась жить в Ясной Поляне, а Николай Ильич достроил большой дом, в котором его семья поселилась в 1824 году. 9 сентября 1828 года в усадьбе родился их сын Лев Толстой. На следующий день после рождения он был крещён в церкви Николая Чудотворца в соседнем селе Кочаки священником Василием Можайским. Воспитанием Толстого и его братьев и сестры, после смерти матери в 1830 году, занималась родственница Татьяна Александровна Ергольская. В 1837 году семья переехала в Москву, где вскоре умер отец, и они снова поселились в Ясной Поляне под наблюдением Ергольской и тётки по отцу, графини Александры Ильиничны Остен-Сакен, назначенной опекуншей детей. Здесь Лев Николаевич оставался до 1840 года, когда умерла Остен-Сакен, а затем дети переселились в Казань, к новому опекуну — сестре отца Пелагеи Ильиничне Юшковой. Весной 1847 года Толстой бросил учёбу в университете и переехал в Ясную Поляну, которая досталась ему в результате раздела наследства между братьями.
В ночь на 10 ноября 1910 года Лев Толстой, выполняя своё решение прожить последние годы соответственно своим взглядам, тайно покинул Ясную Поляну в сопровождении своего врача Душана Петровича Маковицкого, но по дороге 17 ноября заболел воспалением лёгких и 20 ноября умер в возрасте 82 лет. 23 ноября 1910 года писатель был похоронен в Ясной Поляне, на краю оврага в лесу, где в детстве он вместе с братом искал «зелёную палочку», хранившую «секрет», как сделать всех людей счастливыми.
После смерти Толстого его вдова Софья Андреевна начала описывать предметы в доме, систематизировала библиотеку. Она же принимала первых посетителей, показывая им кабинет и спальню Льва Николаевича. В 1911 году Толстая дважды обращалась к императору Николаю II с просьбой принять Ясную Поляну под охрану государства, но получала отказ. Ей была назначена пенсия, которая отчасти уходила на содержание усадьбы.

## История музея

### Создание музея
В мае 1919 года комиссариат народного просвещения СССР выдал дочери писателя Александре Львовне Толстой охранную грамоту на имение, в которой говорилось об исключительной культурной ценности находящихся на её территории предметов. 10 июня 1921 года решением Всероссийского Центрального Исполнительного Комитета (ВЦИК) имение Льва Толстого было объявлено национальным культурным достоянием с созданием там музея-заповедника. Непосредственное участие в этом принимала Александра Толстая, дочь Льва Николаевича. Она и её брат Сергей Львович были первыми директорами музея.
Воспоминания о музее в предвоенный период оставил писатель-эмигрант Михаил Коряков в книге «Освобождение души».

### Великая Отечественная война
При приближении немецких войск директор музея Алексей Иванович Корзников и его заместитель Николай Фролович Мурашов эвакуировали большую часть коллекции музея в Томск, где материалы оставались на хранении ещё несколько лет после освобождения Тульской области. Материалы (всего 11 ящиков, содержавших около 20 тысяч томов и дел) были возвращены в музей в апреле-мае 1945 года.
Музей сильно пострадал в годы Великой Отечественной войны. Ясная Поляна была оккупирована 47 дней. При отступлении немецко-фашистских войск дом Толстого был подожжён, но пожар удалось потушить. 24 мая 1942 года усадьба была вновь открыта для посетителей.
Документальные кадры последствий разграбления усадьбы немецкими войсками представлены в советском фильме «Разгром немецких войск под Москвой».
Командующий 1-м гвардейским кавалерийским корпусом генерал Белов, чьи войска в декабре 1941 года участвовали в освобождении тех мест, вспоминал о имевших место актах вандализма со стороны немцев:

При содействии нашего разведывательного отряда бойцы 217-й стрелковой дивизии 50-й армии освободили Ясную Поляну. Разведчики побывали в музее-усадьбе Льва Николаевича Толстого. Вернувшись, с негодованием рассказывали о том, как надругались гитлеровцы над памятью великого писателя. Они содрали со стен редчайшие фотографии Толстого и унесли с собой. В музей приезжал Гудериан. Один из его офицеров захватил для своего начальника в качестве «сувениров» несколько ценных экспонатов. Солдаты, размещавшиеся в усадьбе, топили печки обломками мебели, картинами, книгами из библиотеки Толстого. Работники музея предлагали им дрова, но солдаты смеялись в ответ: «Нам дрова не нужны. Мы сожжем все, что осталось от вашего Толстого». Фашисты осквернили могилу Толстого, поклониться которой приезжали люди со всех концов земли.
Несмотря на то, что факт разграбления Ясной Поляны задокументирован, а сама усадьба была подожжена при отступлении, сам Гудериан в своей книге «Воспоминания солдата» (в России издавалась также под названием «Воспоминания немецкого генерала», М.: Центрполиграф, 2007) пишет следующее:

Мы поселились в музее, мебель и книги перенесли в две комнаты и двери их опечатали. Мы пользовались самодельной мебелью из простых досок, печь топили дровами из леса. Ни один предмет мебели мы не сожгли, ни одну книгу или рукопись мы не трогали. Все советские утверждения послевоенного времени являются выдумками. Я сам посещал могилу Толстого. Она была в хорошем состоянии. Ни один солдат её не трогал. Когда мы уходили, все оставалось в таком же состоянии, как и до нас. Послевоенная грубая пропаганда без всякого основания назвала нас варварами. Многие свидетели могли бы подтвердить наши слова.

В ряде российских переизданий мемуаров Гудериана эта цитата была удалена, однако её подлинность легко проверить по немецкому оригиналу.

### Послевоенный период
С 1941 года Ясная Поляна находилась в составе Объединённых толстовских музеев, подчинённых музею Толстого в Москве, которым руководила Софья Есенина-Толстая. В конце 1940-х объединённые музеи были разделены, и Ясная Поляна вновь стала самостоятельным музеем.
В 1950-е годы были произведены масштабные реставрационные работы, когда были воссозданы некоторые хозяйственные постройки, вымерзший во время войны яблоневый сад, проведена реставрация дома. В 1986 году музей-усадьба «Ясная Поляна» получил статус Государственного мемориального и природного заповедника.

### Современность

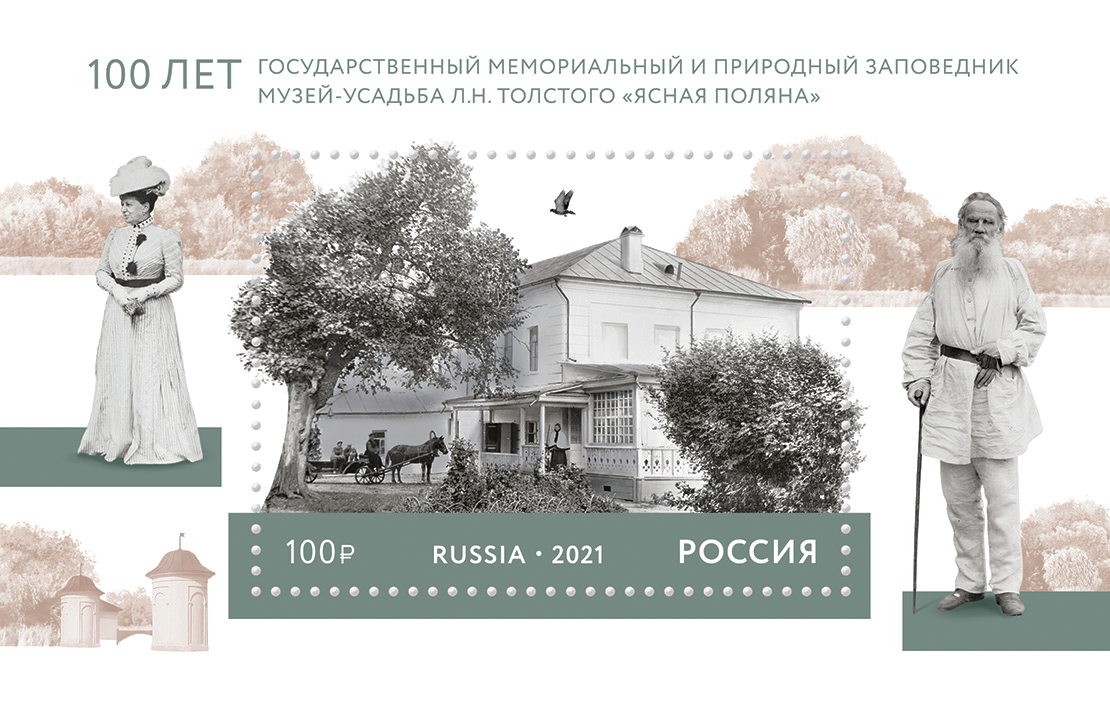
Софья Толстая, Лев Толстой и его дом на почтовом блоке России 2021 года, посвящённом 100-летию Государственного мемориального и природного заповедника музея-усадьбы Л. Н. Толстого «Ясная Поляна»

В 1993 году «Ясная Поляна» была включена в Государственный свод особо ценных объектов культурного наследия народов Российской Федерации. В 1994 году на пост директора музея был назначен праправнук писателя — Владимир Толстой. В 1996 году Министерством культуры России была утверждена новая программа перспективного развития «Ясной Поляны», разработанная под руководством Российского научно-исследовательского института культурного и природного наследия, и получившая статус Федеральной целевой программы. Её целью было воссоздание «живой и действующей» усадьбы, с естественным образом жизни русской усадьбы как уникального исторического явления национальной жизни.
Реализация программы потребовало расширения площади музея-заповедника, включая в его состав таких населенных пунктов, как деревня Ясная Поляна, деревни Грумант, Кочаки (с церковью Николая Чудотворца и некрополем, где покоятся многие поколения Толстых), а также железнодорожной станции Козлова Засека, много раз посещавшийся Львом Николаевичем. В 2000—2001 годах строительными подразделениями ОАО РЖД были проведены реставрационные работы и станции был возвращён первоначальный облик. При ней был создан музей, связанный с железнодорожной тематикой и Львом Толстым. В усадьбе были посажены яблоневые сады, созданы прудовое хозяйство, пасеки, конный двор, разработана система лугов и покосов, а также другие формы усадебного природопользования. Окружающие усадьбу лесные территории также были включены в общую культурно-хозяйственную историческую среду.
С 2000 года в Ясной Поляне каждые два года официально проводится съезд семьи Толстых, объединяющий потомков писателя из разных стран мира — России, Италии, Франции, Швеции, Чехии, Дании, Великобритании, Канады и США. В рамках таких встреч проходят тематические выставки, мастер-классы, лекции, потомки писателя передают в фонды музея-усадьбы предметы, имеющие непосредственное отношение к жизни и творчеству Льва Толстого, а также к истории семьи.
В 2008 году музей стал обладателем гранта Евросоюза в рамках программы «Поддержка инициатив сотрудничества в области культуры», предназначенного для реализации проекта «И свет во тьме светит» (совместно с немецким фондом Schloss Neuhardenberg GmbH). Музей выигрывал на конкурсе проектов «Меняющийся музей в меняющемся мире» в 2005 и 2008 годах.
В 2011 году личная библиотека Льва Толстого была внесена в реестр «Память мира» — программу Организации Объединённых Наций по вопросам образования, науки и культуры (ЮНЕСКО) по защите всемирного документального наследия. Библиотека формировалась тремя поколениями: основателем был дед по материнской линии князь Николай Сергеевич Волконский, значительно пополнили собрание родители писателя, но основной корпус библиотеки был собран при жизни Льва Толстого. Самая старая книгой собрания является книга Филона Александрийского, изданная в Кёльне в 1613 году, с параллельными текстами на древнегреческом и латинском языках.
В 2012 году директором музея стала Екатерина Александровна Толстая, супруга Владимира Толстого. В 2013 году Ясная Поляна получила статус культурного объекта федерального значения.

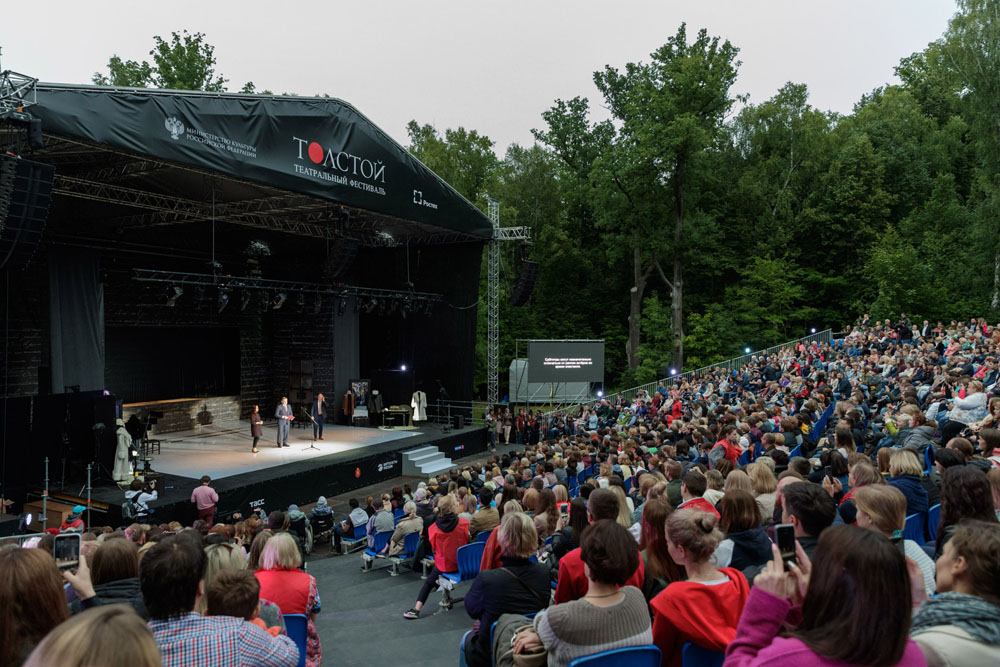
Фестиваль «Толстой» в 2018 году

С 2016 года в музее-усадьбе ежегодно проводится театральный фестиваль «Толстой». Фестиваль представляет широкой публике спектакли традиционных и экспериментальных форм, основанные на текстах и жизни Льва Толстого. В 2023 году фестиваль получил свою первую «Золотую маску» за спектакль Полины Кардымон «Детство. Коромысли. Глава 3».
В настоящее время культурные и образовательные программы музея-заповедника реализуются и за пределами усадьбы. Филиалы музея созданы в толстовских усадьбах Тульской области — Малое Пирогово, Никольско-Вяземском и Покровское. В Туле филиалами музея-усадьбы являются культурно-выставочный комплекс «Л. Н. Т.» в Музейном квартале, мини-гостиница «Шерер» и Научно-культурный центр. В Крапивне, бывшем центре уезда, на территории которого находилась Ясная Поляна, также работают филиалы — Крапивенский музей и Музей Земства и градостроительной истории. Другими филиалами являются Дом культуры «Ясная Поляна» в одноимённой деревне и Историко-культурный комплекс на железнодорожной станции Щёкино (Ясенки).
К 2025 году на территории Ясной Поляны появятся четыре комплекса зданий общей площадью более 12 тыс. м². В трехэтажном фондохранилище будут формироваться и храниться коллекции усадьбы, а также проходить выставки, а в корпусе реставрационных мастерских — культурно-образовательные мероприятия для посетителей. Строительство двух других зданий — фестивального центра и центра приема и обслуживания посетителей — планируется завершить в 2024 году.

## Архитектурный ансамбль усадьбы
Архитектурно-ландшафтный ансамбль усадьбы был сформирован при деде Льва Николаевича князе Николае Волконском в первой четверти XIX века. Впоследствии появились ряд объектов, которые в настоящее время формируют архитектурный вид усадьбы:

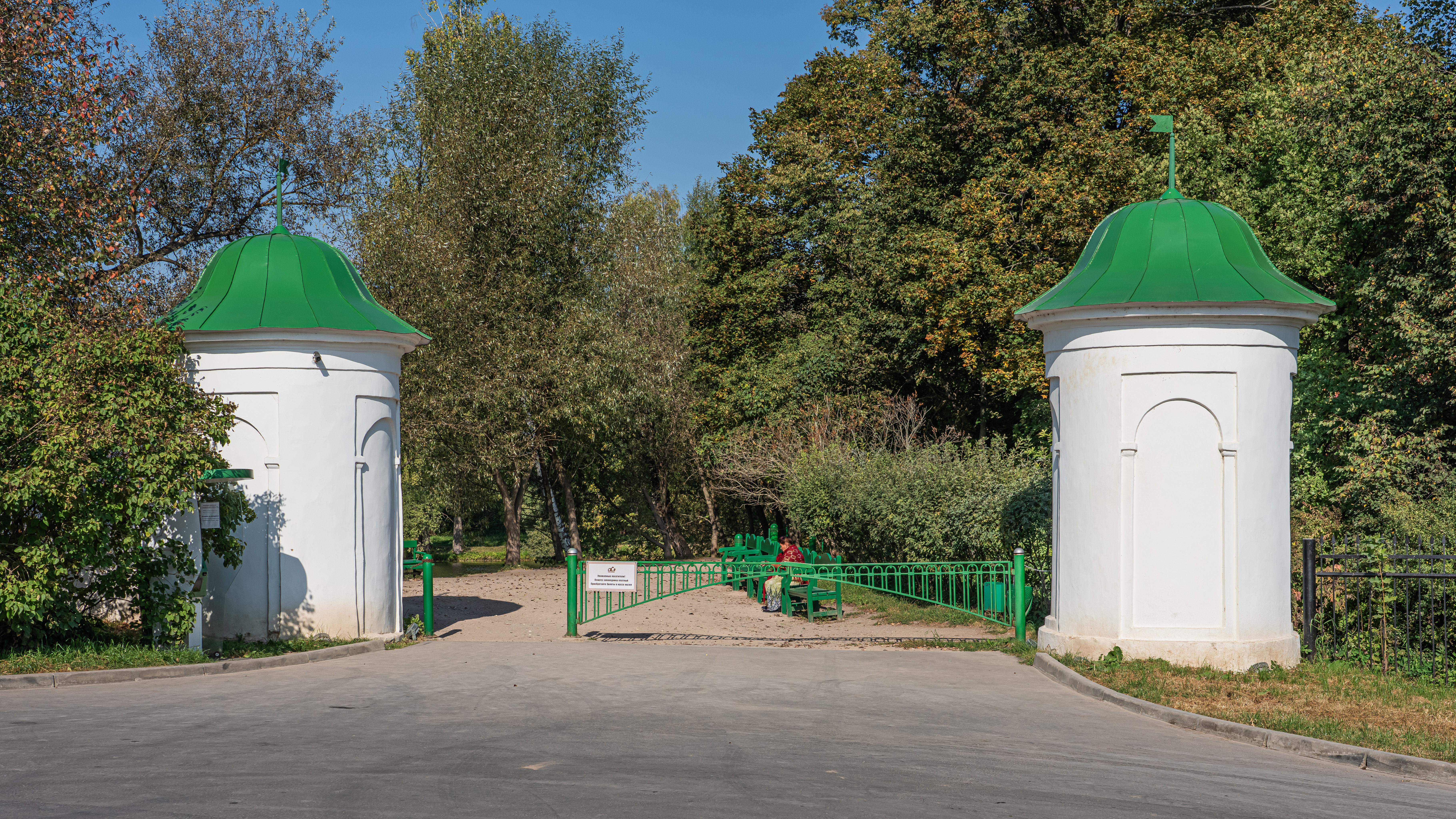
Башни въезда
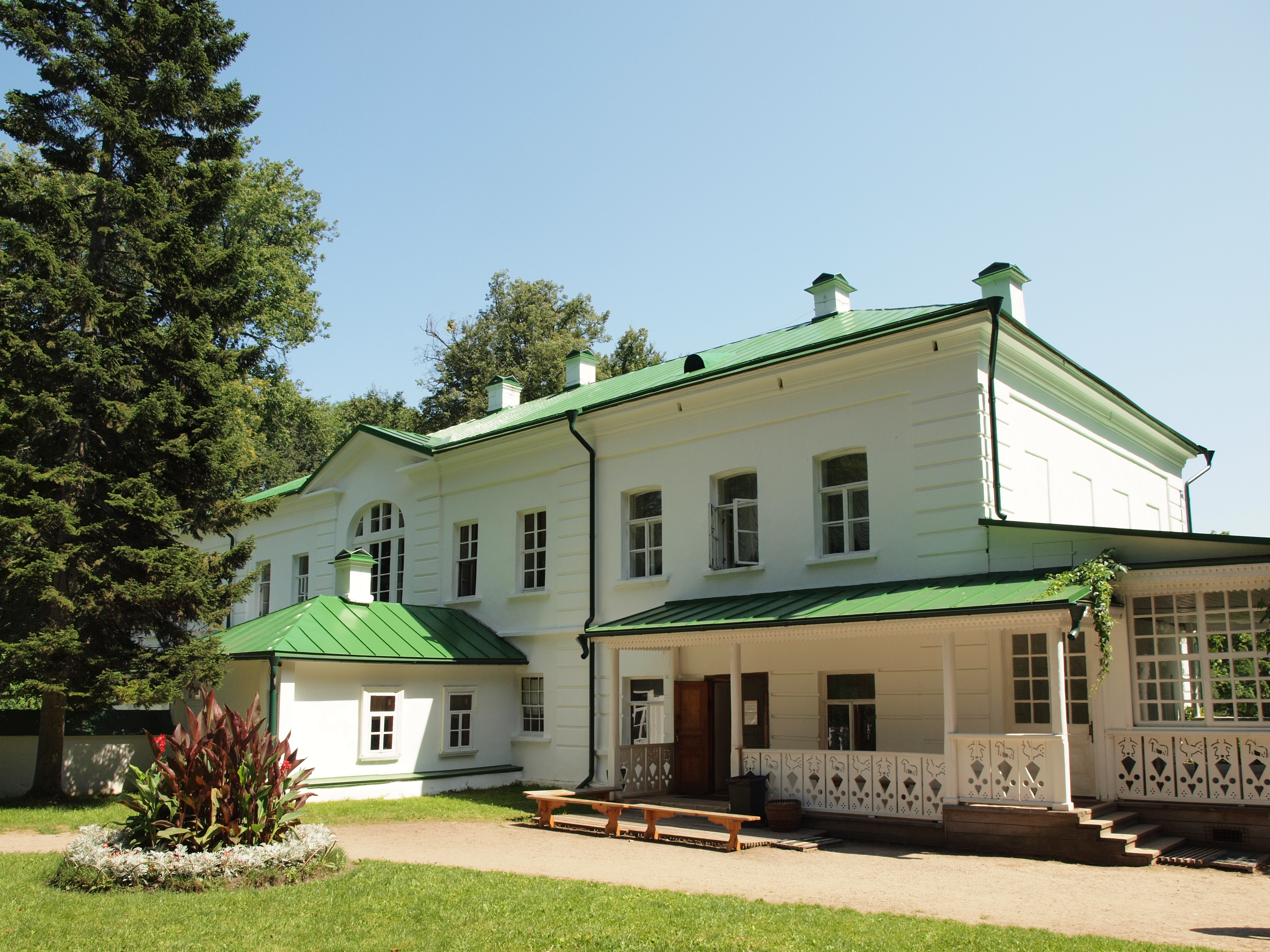
Дом Льва Толстого
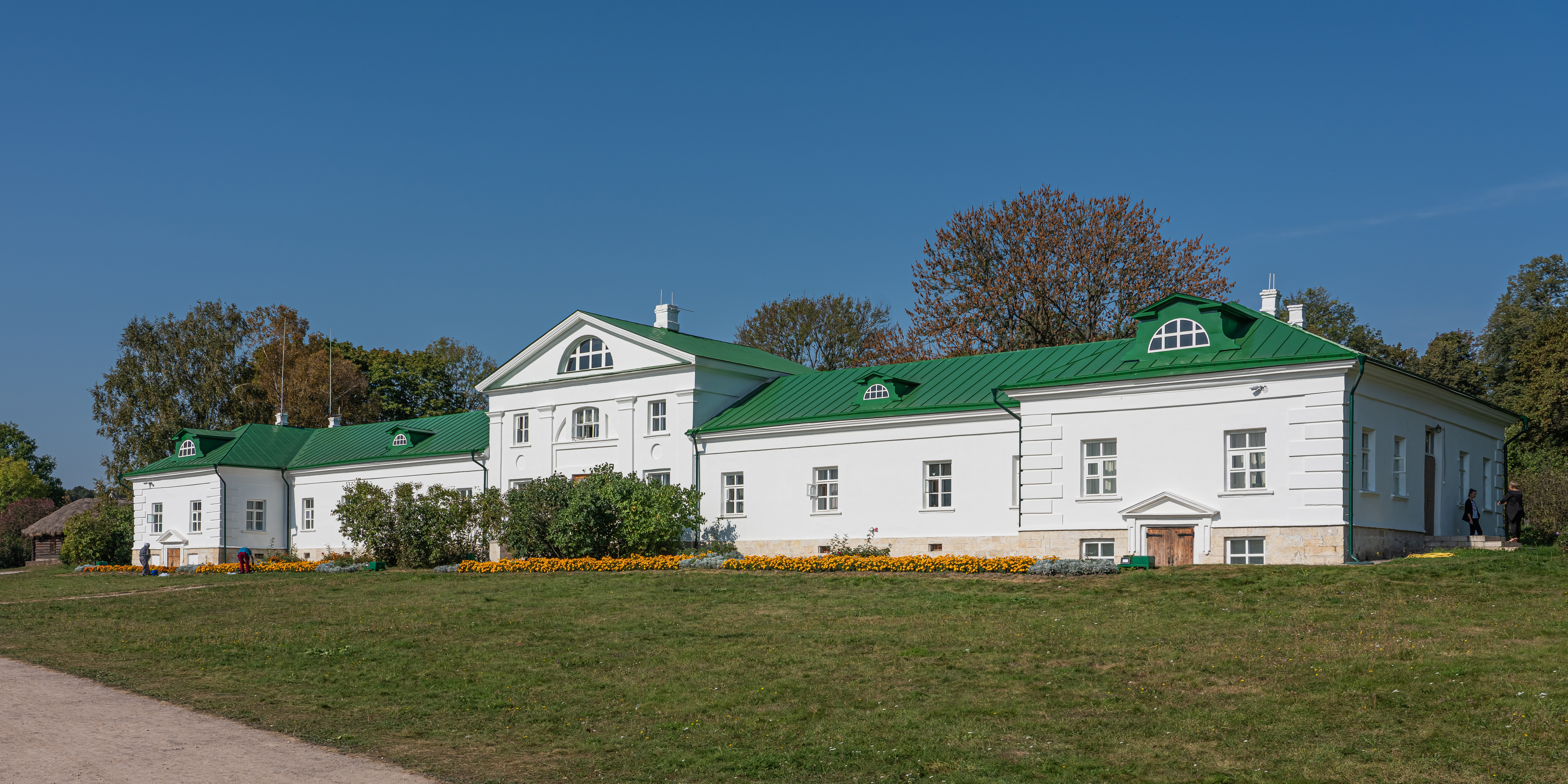
Дом Волконского
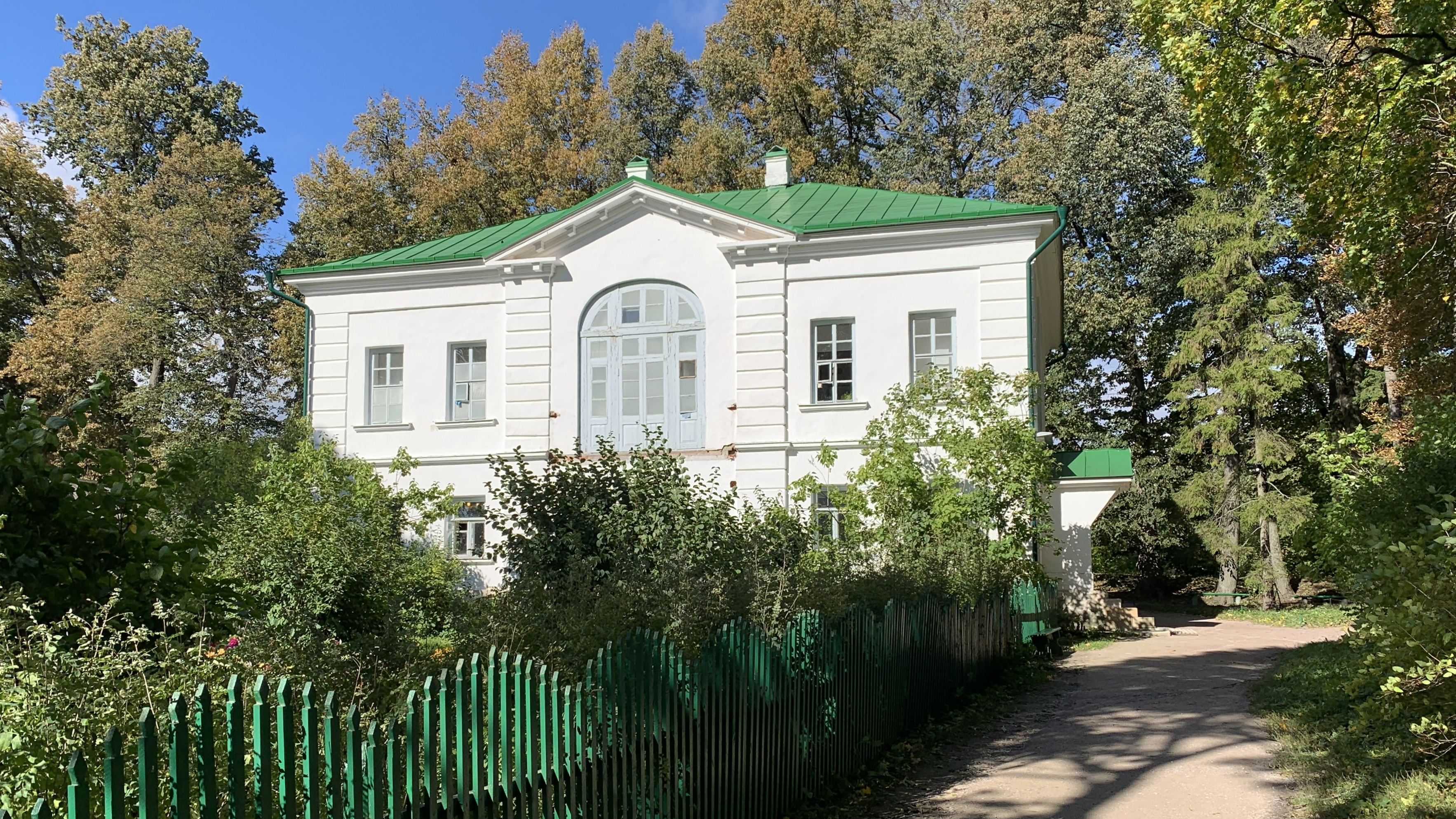
Флигель Кузминских
- Ледник, Белая кухня, сарай
- Павильон
- Птичник и инвентарный сарай
- Конюшня
- Кузня
- Кучерская изба
- Житня
- Рига
- Теплица
- Любимая скамейка Льва Толстого
- Купальня на Воронке
- Беседка-вышка
- Березовый мостик

- Башни въезда
- Дом Льва Толстого
- Дом Волконского
- Флигель Кузминских

### Башни въезда
Белые круглые с зелёными металлическими крышами были построены дедом Толстого, князем Николаем Волконским, в первой четверти XIX века. Первоначально между ними висели массивные железные ворота, которые при жизни Толстого уже отсутствовали, и от которых сейчас сохранились только крюки. Башни внутри полые, в них укрывались от непогоды сторожа, охранявшие въезд в имение. Слева от башен находится небольшое здание, называемое «каменкой», где жил садовник. В 1890-е годы в этом здании была школа для крестьянских детей, в которой преподавали старшие дочери Толстого — Татьяна Львовна и Мария Львовна.

### Дом Льва Толстого
Переехав в усадьбу, Лев Толстой расширил один из флигелей. В этом доме писатель прожил более 50 лет и создал в нём большую часть своих произведений. Сейчас дом является музеем Толстого.
В экспозицию музея входят подлинная обстановка усадьбы, личные вещи Л. Н. Толстого, его библиотека (22 000 книг). Обстановка в доме-музее Л. Н. Толстого оставлена такой же, какой её оставил сам писатель, навсегда покидая Ясную Поляну в 1910 году.

### Дом Волконского
Дом Волконского — самое старое каменное здание в усадьбе. Вероятно, дом был возведен не Волконским, а появился ранее. При князе в центральной части дома располагались мастерские по изготовлению полотна, ковров, обработке кожи. При Толстом здесь жила прислуга, находились прачечная и «черная кухня». В восточном крыле Дома Волконского размещалась художественная мастерская дочери Толстого Татьяны Львовны. В 2024 году здание отреставрируют и вернут утраченный архитектурный декор.

### Флигель Кузминских
В этом доме в 1859—1862 годах располагалась школа, открытая Львом Толстым для крестьянских детей. Потом во флигеле останавливались гости, чаще которых останавливалась Татьяна Кузминская, свояченица Льва Николаевича.

### Купальня
В 1890-х годах на Среднем пруду в английском парке писателем была устроена купальня, которую в разные годы либо сколачивали из досок, либо сплетали из хвороста.

### Мельница
При жизни Толстого на территории усадьбы Ясная Поляна на реке Воронка была мельница, которая использовалась для хозяйственных нужд. В настоящее время её нет. Остался только мостик, приспособленный для установки мельницы, на берегу лежит одна из частей мельницы (каменный круг).

## Мемориально-природный комплекс
В начале XIX века Николай Волконский, дед Льва Толстого, создал и реализовал ландшафтно-архитектурный проект обустройства усадьбы. В этом проекте были органично соединены регулярный (парк «Клины») и пейзажный («Английский сад» или «Нижний парк»). В результате многолетней хозяйственной деятельности к 1910 году в угодьях Ясной Поляны сложились контуры и наименования хозяйственных природных участков, их породный и видовой состав, схемы посадки и применяемые традиционные агротехнические методы.
Мемориально-природный комплекс разделен на 37 хозяйственных участков, большая часть из которых относится к лесному фонду, общей площадью 254 гектара. Около четверти всех лесных участков посажены лично Львом Толстым и членами его семьи. К нелесному фонду относятся пашня, мемориальные сады, Английский парк, парк-сад «Клины», теплица и огород у конюшни. В Красном саду находиться пасека с омшаником, а в конюшне живут 19 лошадей. На пашне и лугах летом проводится заготовка сена, которое идёт на корм лошадям на конюшне. На пашне, кроме сена, сеются медоносные исторические культуры для создания дополнительной медоносной базы для пасеки.
Музей-усадьба активно развивает деятельность по возвращению традиций усадебного цветоводства, овощеводства и огородничества, занимается восстановлением исторического видового ассортимента цветочно-декоративных, лекарственных, овощных и плодово-ягодных культур музея.
В настоящее время мемориально-природный комплекс усадьбы объединяет следующие объекты:

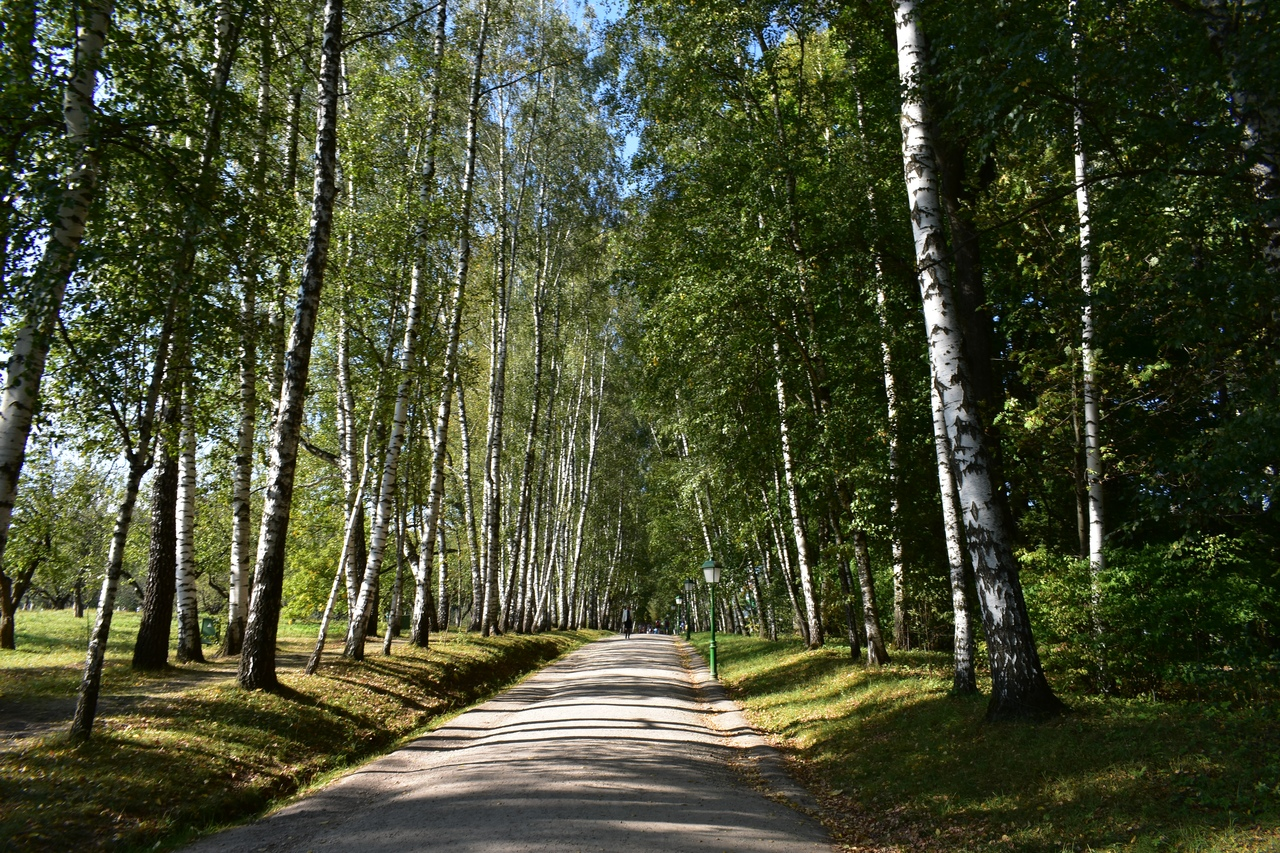
Прешпект
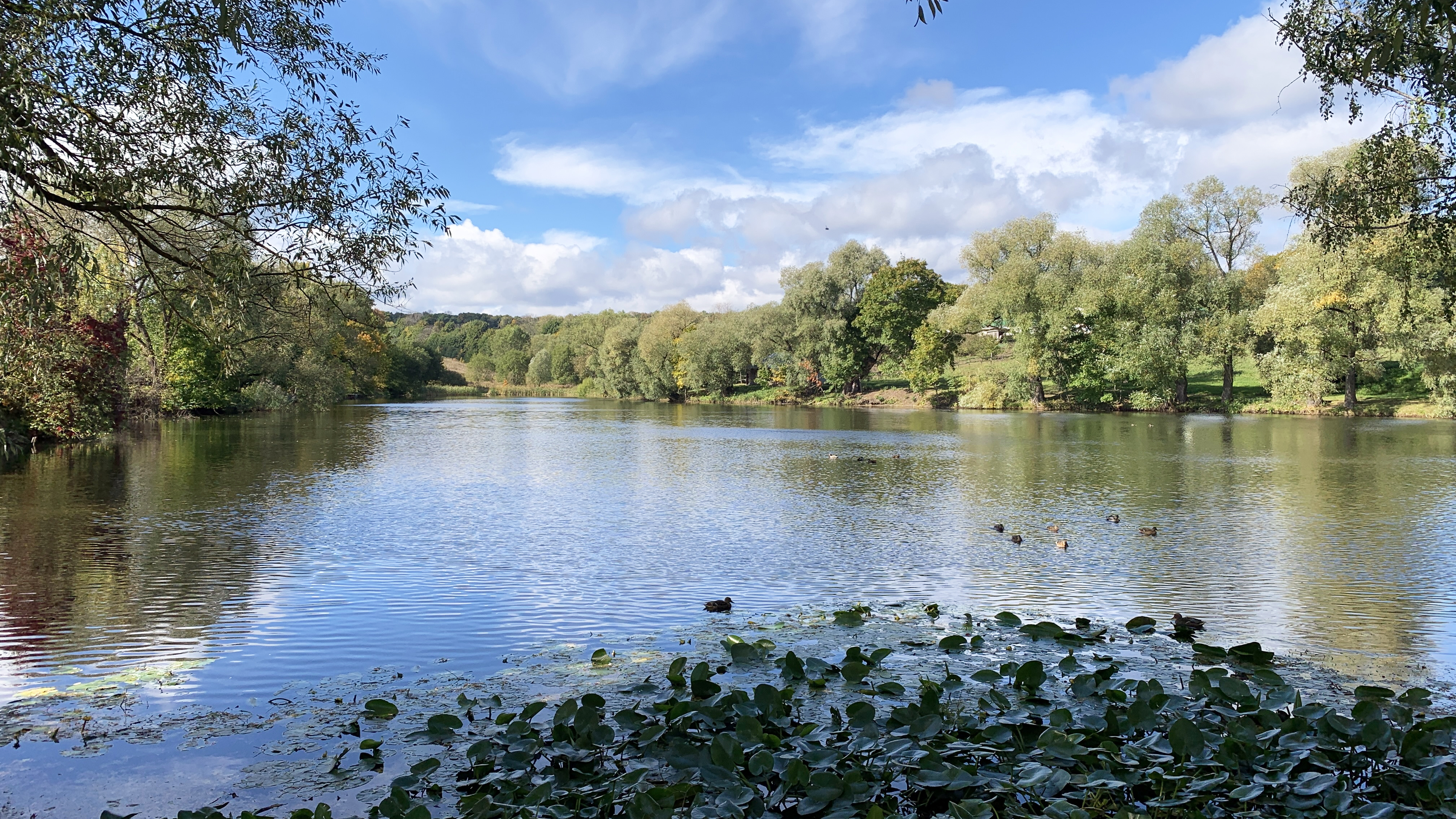
Большой пруд
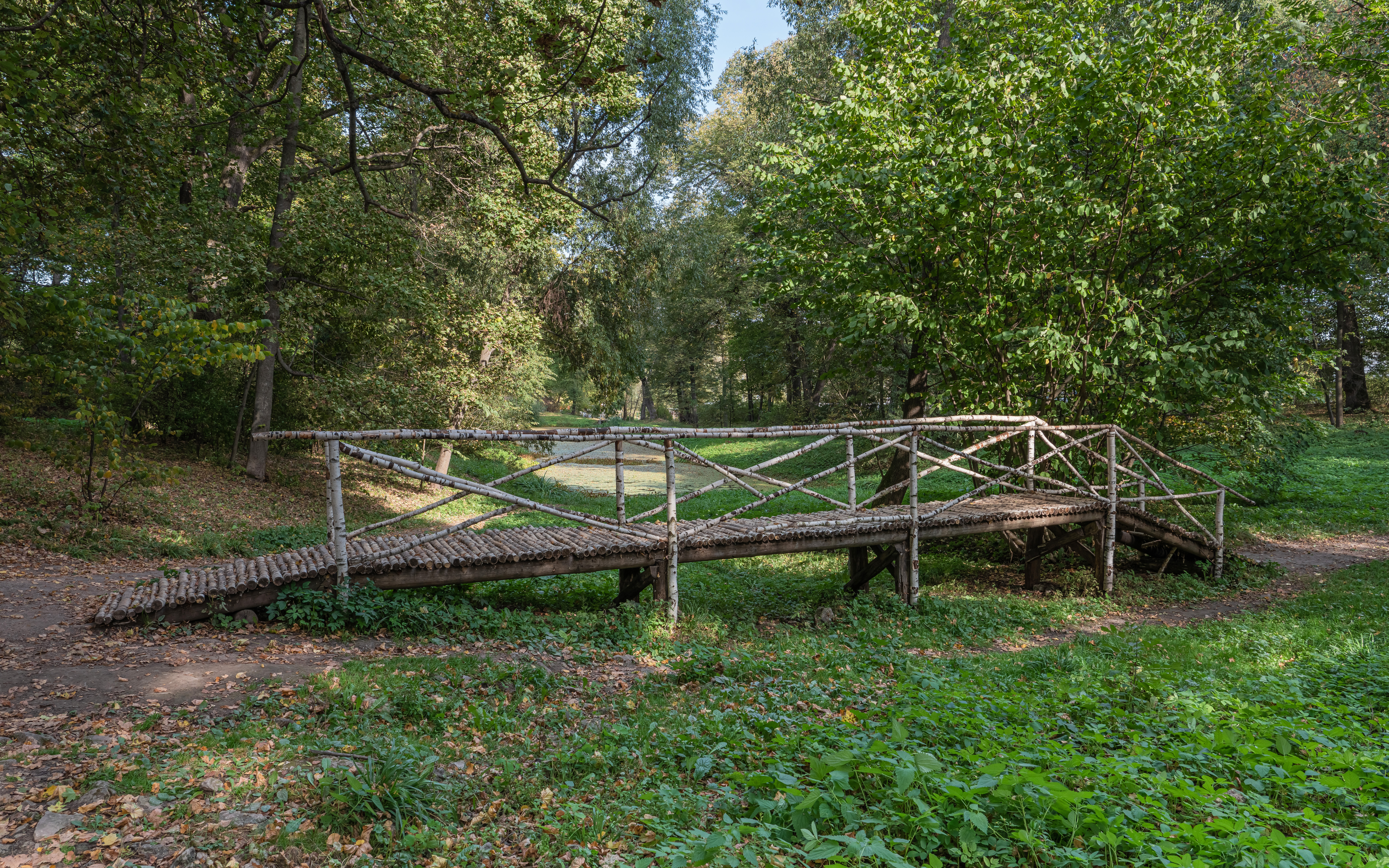
Берёзовый мост

- Нижний пруд
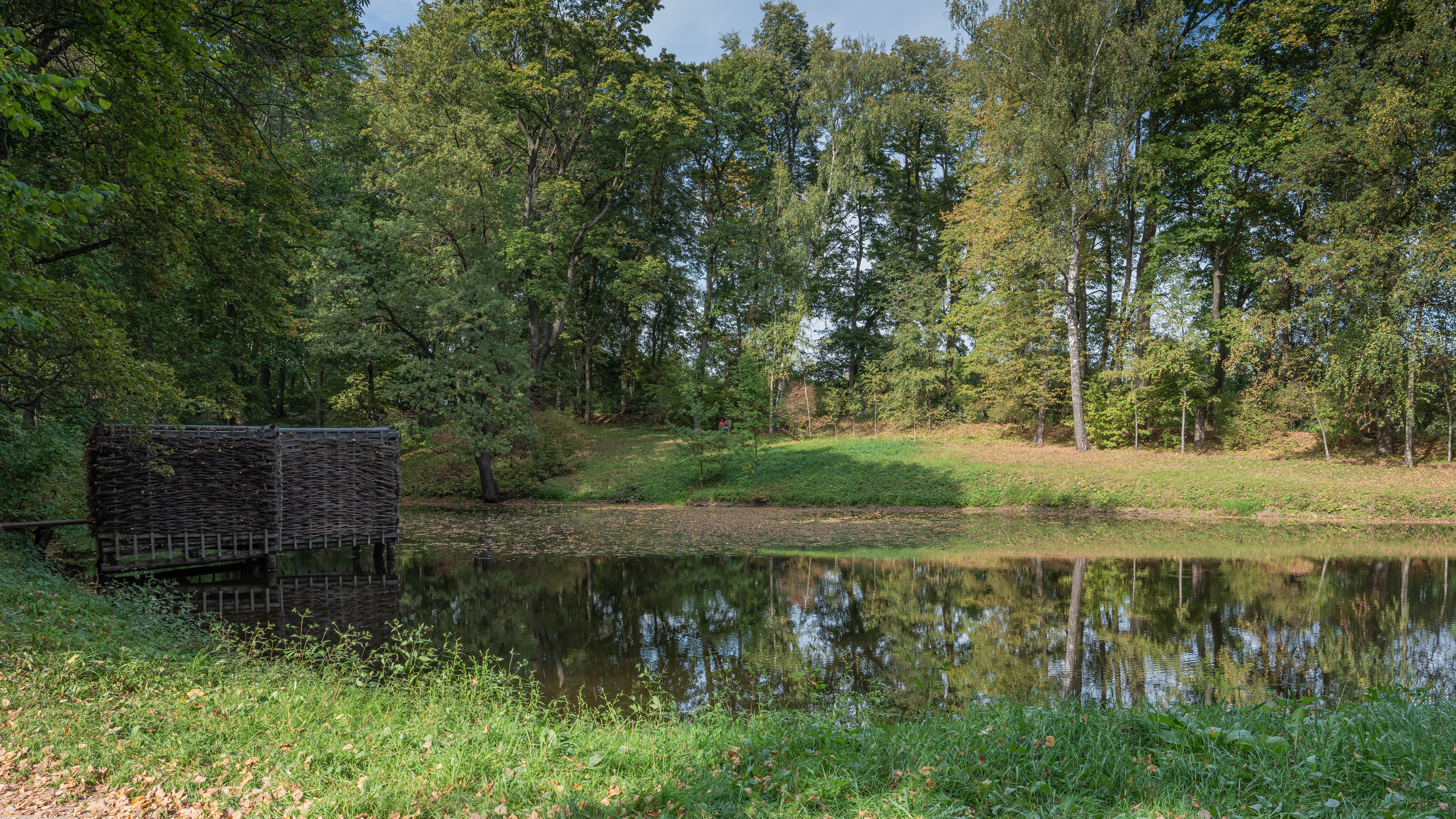
Средний пруд
- Аллея «Прешпект»
- Парк «Клины»
- Абрамовская посадка
- Афонина роща
- Косая поляна
- «Ёлочки»
- «Чепыж»
- Красный сад
- Старый сад
- Молодой сад
- Нижний парк
- Самородный лес
- Гусева поляна
- река Воронка

- Прешпект
- Большой пруд
- Берёзовый мост
- Средний пруд с купальней

### Прешпект
Прешпект — берёзовая аллея, появившаяся в Ясной Поляне в в XVII веке. Свой современный вид — два ряда берёз вдоль аллеи от башен въезда в сторону дома Льва Толстого, Прешпект приобрел при жизни деда писателя князя Николая Волконского. В 1903 году Софья Андреевна Толстая вместо старых берез посадила здесь ели. В 1965 году ели вновь были заменены березами. Аллея нашла художественное отражение во многих сочинениях писателя — в романах «Война и мир» и «Семейное счастье», в повести «Юность», в рассказе «Метель», а также в своих письмах и дневниках. В письме к жене от 1897 года Лев Николаевич следующим образом описывает аллею:

Утром опять игра света и теней от больших, густо одевшихся берёз Прешпекта по высокой уже тёмно-зелёной траве, и незабудки, и глухая крапива, и всё — главное, маханье берёз Прешпекта, такое же, как было, когда я, 60 лет тому назад, в первый раз заметил и полюбил красоту эту.

### Сады

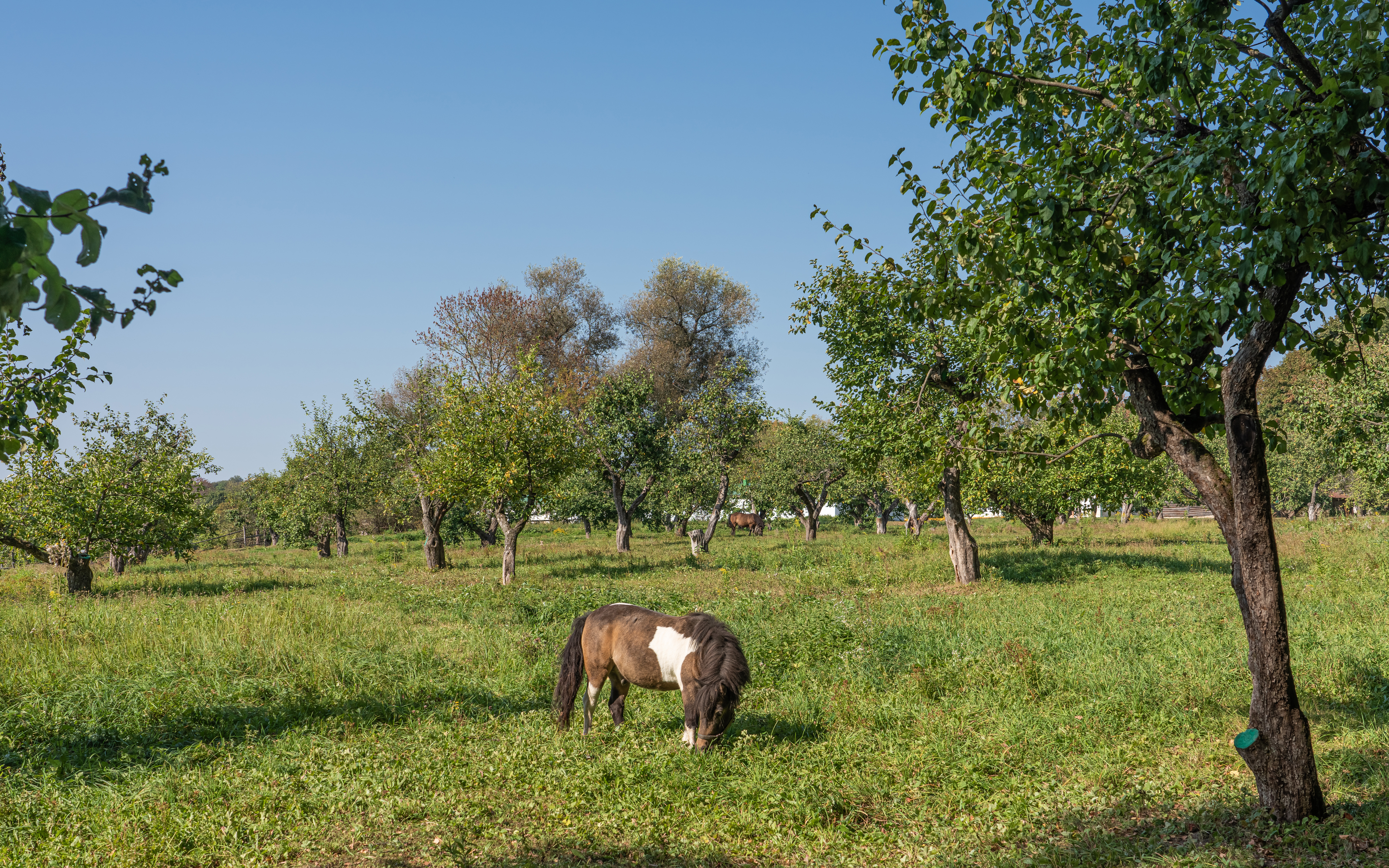
Яблоневые сады

В начале XIX века, по «Описи сада» Марии Толстой, матери Льва Николаевича, в усадьбе было два регулярных сада из восьми клинов каждый, где росли яблони, смородина, крыжовник, малина и земляника. В каждом из клинов были устроены клумбы с цветами. Яблонь в саду перечислено 849 штук 34 различных сортов. Плодовые деревья были посажены также и в «Английском саду». В усадьбе был свой питомник, где выращивались саженцы плодовых и лесных пород. Площадь сада была увеличена до современных масштабов Львом Толстым, который посадил несколько тысяч яблонь весной 1863 года в честь рождения сына Сергея. Во времена Льва Николаевича сады сдавали в аренду. Часть яблок по условиям договора семья Толстых оставляла для себя — из этих плодов варили варенье и готовили пастилу.
В конце 1920-х годов по поручению комиссар-хранителя музея Александры Толстой было выкорчевано 250 садовых деревьев, на месте которых был разбит огород. Яснополянский сад также сильно пострадал от морозов зимой 1939—1940 годов, когда вымерзло 80 % деревьев. В 1948 году началось восстановление сада преимущественно теми же сортами, что и при жизни писателя. В Старом саду находится садовый домик, в котором во времена Толстого хранили яблочный урожай. В настоящее время яблоневые сады расположились на площади 40 га, при этом до сих пор растут и плодоносят около сотни яблонь, посаженных при жизни Льва Толстого. Старые яблони обладают неполноценной кроной, они дуплисты: некоторые из них живут только за счет узкой полости кроны, которая соединяет крону с корнями. Эти деревья находятся под особым наблюдением и за ними установлен особенно тщательный уход.
Сортовой состав яблони отличается большим разнообразием и содержит более 30 сортов различного срока созревания, но в основном летних: бельфлёр-китайка, белый налив, коробовка, арабская, антоновка, бабушкино, мирончик, анис, розмарин, аркад, кальвиль, зеленка, титовка, грушовка, боровинка, апорт, плодовитка, харламовка, коричное, скрыжапель, славянка. Сады сдаются в аренду, часть яблок, по условиям договора оставляется для себя. Объём урожая в среднем составляет 70 ц/га. Каждый участок садов получил свое название: Сад в «Клинах», «Старый сад», «Сад за домом Волконского», «Сад у пруда», «Красный сад», «Молодой сад». В усадьбе также по-прежнему выращивается слива, вишня, крыжовник, смородина, земляника, малина.

### Пасека
История пчеловодства в Ясной Поляне берёт своё начало весной 1863 года, когда Лев Толстой купил у Александра Михайловича Исленьев, деда своей супруги, пчёл и устроил на лесной поляне за рекой Воронкой первую пасеку среди посаженных там яблонь. Толстой самостоятельно выполнял все пасечные работы, начиная от выставки пчел весной и заканчивая осенними приготовлениями и зимним уходом. Работа на пасеке была прекращена спустя два года после гибели сада из-за грызунов. Место, где стояли ульи, в настоящее время носит название «Старая пасека». Новая пасека была устроена в усадьбе в 1890-е годы в Красном саду сыном Толстого Львом Львовичем. По инициативе садовника Антона Денисовича Соанса в саду было поставлено 60 ульев и плетеный омшаник для подсобного инвентаря. Эта пасека, состоящая сейчас из 40 ульев, работает до сих пор и каждый год дает небольшой урожай меда — цветочно-лугового и лесного. В среднем яснополянская пасека приносит от 850 до 1250 кг меда в год, в зависимости от погодных условий лета.

## Могила писателя

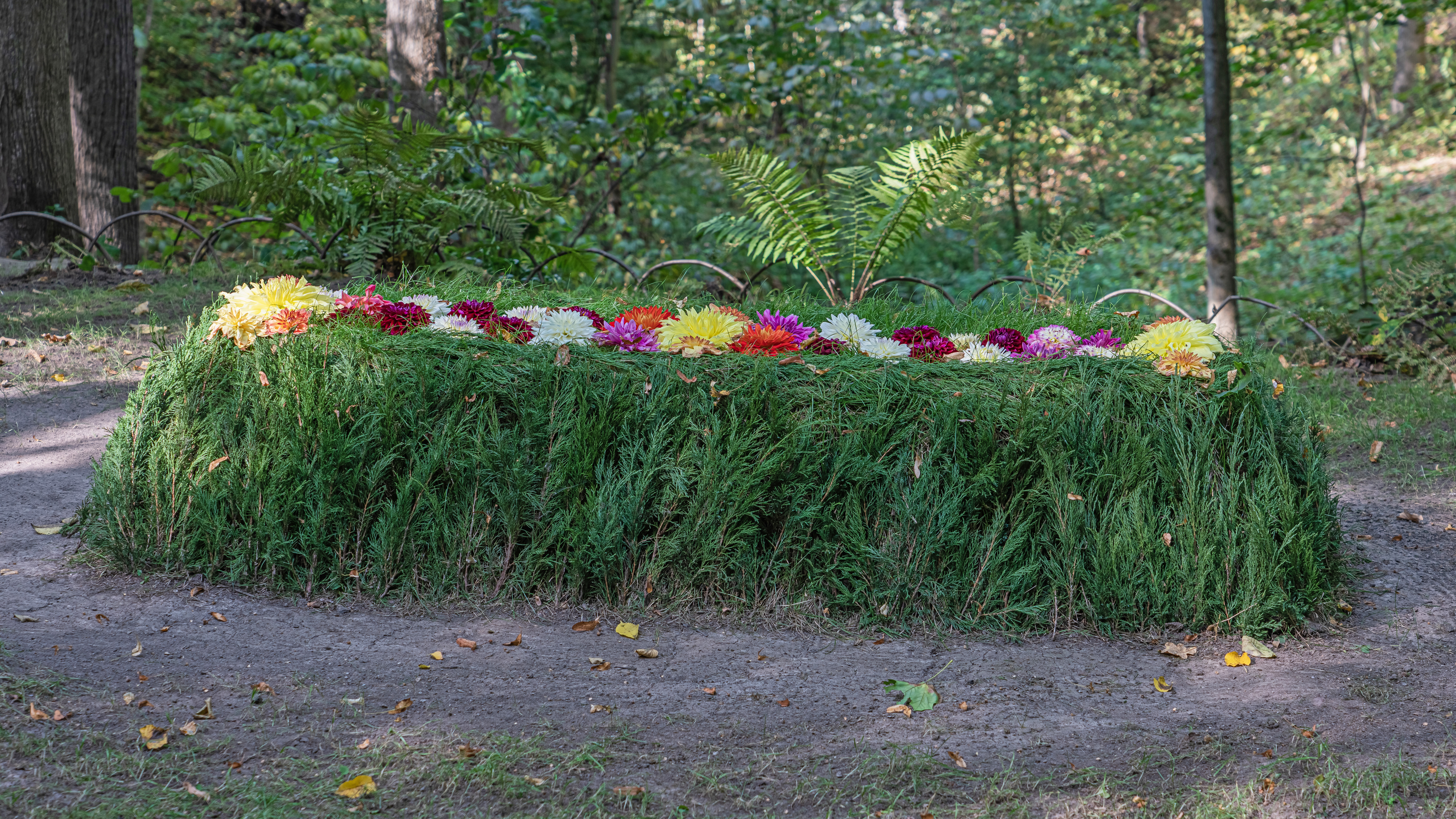
Могила Льва Толстого

В последние годы жизни Толстой неоднократно высказывал просьбу похоронить его в лесу Старом Заказе, на краю оврага, на «месте зелёной палочки». Легенду о зелёной палочке Толстой услышал в детстве от своего любимого брата Николая. Когда Николаю было 12 лет, он объявил семье о великой тайне. Стоит раскрыть её, и никто больше не умрёт, не станет войн и болезней, и люди будут «муравейными братьями». Остается лишь найти зелёную палочку, зарытую на краю оврага. На ней тайна и записана. Дети Толстых играли в «муравейных братьев», усаживаясь под кресла, завешанные платками; сидя все вместе в тесноте, они чувствовали, что им хорошо вместе «под одной крышей», потому что они любят друг друга. И они мечтали о «муравейном братстве» для всех людей. Уже старым человеком Толстой напишет: «Очень, очень хорошо это было, и я благодарю Бога, что мог играть в это. Мы называли это игрой, а между тем все на свете игра, кроме этого». К мысли о всеобщем счастье и любви Л. Н. Толстой возвращался и в художественном творчестве, и в философских трактатах, и в публицистических статьях.
Историю о зелёной палочке Толстой вспоминает и в первом варианте своего завещания: «Чтобы никаких обрядов не производили при закопании в землю моего тела; деревянный гроб, и кто захочет, свезет или снесет в лес Старый Заказ, напротив оврага, на место зелёной палочки».

## Проблемы
Границы охранной зоны музея-усадьбы «Ясная поляна» были утверждены ещё в 1988 году. Однако администрация Щёкинского района Тульской области без какого-либо согласования с руководством музея-усадьбы передала под коттеджную застройку три больших земельных участка на территории охранной зоны заповедника. На этой территории планировалось возведение около 500 коттеджей, однако затем прокуратура признала планы незаконными.
6 апреля 2013 года распоряжением премьер-министра Дмитрия Медведева окрестности Ясной Поляны были признаны объектом культурного наследия федерального значения.
В 2011 году высокопоставленный сотрудник музея-усадьбы «Ясная поляна» был уличён в хищении в особо крупном размере посредством закрытия фиктивных нарядов на работы. По приговору суда — возмещение убытков и штраф.
Несмотря на Яснополянское соглашение 2004 года, Ясная Поляна 21 раз попадала в грязный список Минприроды РФ. Графские развалины, остов т. н. бассейна на территории гостинично-туристского комплекса, гиперсвалка на территории деревни, школа имени великого писателя в её удручающем состоянии, новоделы охранной зоны — всё это существует на фоне непростой экологической и социальной обстановки в Ясной Поляне.

## Награды
- Орден Ленина (1978 год)[44].
- Почётная грамота Президиума Верховного Совета РСФСР (1971[45] и 1978[46] годы).